# Borkó Károly
Borkó Károly (Kisvárda, 1962. október 3. –) magyar tájépítész, politikus, országgyűlési képviselő.

## Életpályája

### Iskolái
A kisvárdai Kodály Zoltán Általános Iskola ének-zenei tagozatán tanult. 1981-ben érettségizett a Kisvárdai Bessenyei György Gimnázium és Kollégium matematika tagozatán. 1987-ben diplomázott a Kertészeti és Élelmiszeripari Egyetemen, ahol táj- és kertépítész lett.

### Pályafutása
1987–1988 között a Felső-tiszai Erdő- és Fafeldolgozó Gazdaságnál (FEFAG, ma: Nyírerdő Rt.) gyakornok volt. 1988–1989 között környezetvédelmi előadóként dolgozott. 1989–1993 között erdőművelési ágazatvezető és főmérnök volt. 1993 óta magánvállalkozó. 1996-tól a Várdagrow Termelő Kft. ügyvezetője.

### Politikai pályafutása
1993 óta a Fidesz tagja. 1993–1999 között a Fidesz kisvárdai csoportjának elnöke volt. 1994-től a Fidesz Szabolcs-Szatmár-Bereg megyei alelnöke. 1994-ben és 2006-ban országgyűlési képviselőjelölt volt. 1994–1998 között a gazdasági és vagyonbizottság alelnöke volt. 1994–1998 között, valamint 2006-tól a Szabolcs-Szatmár-Bereg Megyei Közgyűlés tagja. 1998–2002 között a Területfejlesztési bizottság, a Vidékfejlesztési, területrendezési és infrastruktúra albizottság és az Építésügyi és építészeti albizottság tagja volt. 1998–2006 között országgyűlési képviselő (1998–2002: Szabolcs-Szatmár-Bereg megye; 2002–2006: Kisvárda) volt. 1998–2006 között a Foglalkoztatási és munkaügyi bizottság tagja volt. 1999-től a Fidesz országos választmányának tagja. 1999–2002 között a Közigazgatás-fejlesztési albizottság tagja volt. 2002-ben kisvárdai polgármesterjelölt volt. 2002-től önkormányzati képviselő. 2002–2006 között a Hátrányos helyzetű térségek albizottságának tagja volt.

## Családja
Szülei: Borkó Tamás és Bedő Margit. Felesége Dr. Varga Éva. Két gyermeke van: Károly Gusztáv (1998) és Anna Éva (2001).